# Dichotomius dahli
Dichotomius dahli är en skalbaggsart som beskrevs av Bengt-Olof Landin 1956. Dichotomius dahli ingår i släktet Dichotomius och familjen bladhorningar. Inga underarter finns listade i Catalogue of Life.